# بكتيريا مغزلية
البكتيريا المغزلية (بالإنجليزية: Fusobacteria)‏ هي عصيات سالبة الغرام لاهوائية إجبارية. منذ التقارير الأولى في أواخر القرن التاسع عشر أطلقت أسماء مختلفة على هذه الكائنات، في بعض الأحيان يتم إطلاق نفس الاسم على أنواع مختلفة. في الآونة الأخيرة لم تغيير التسمية فقط ولكن أيضا تمت محاولات للتمييز بين الأنواع التي يعتقد أنها مسببة للأمراض أو متعايشة أو كليهما.

## الأجناس والأنواع
- Streptobacillus = سِلْسِلِيَّة
  - Streptobacillus moniliformis = السِّلْسِلِيَّةُ الطَّوْقِيَّةُ الشَّكِل
- Acetina or Cetobacter or Cetobacterium =	الخَلاَّلَة , الخَلاَّلَة (جِنسُ جَراثيم مِنَ الزَّوائِف)
- Sneathia = سنيثة
- Sebaldella = سيبالديلا
- Fusobacterium = المِغْزَلِيَّة
  - Fusobacterium plautivincenti or Fusobacterium fusiformis = المِغْزَلِيَّةُ المِغْزَلاَنِيَّة
  - Fusobacterium necrophorum = المِغْزَلِيَّةُ النَّاخِرَة
- Leptotrichia =
- Ilyobacter =
- Propionigenium =